# Bent (curta-metragem)
Bent é um curta metragem dramático canadense, produzido, dirigido e roteirizado por Amy Jo Johnson em 2013. É protagonizado por Sonya Salomaa no papel de Jackie, Amy Jo Johnson no papel da advogada Amelia e Michael Cram como o marido de Jackie, Mitch. Sua trilha sonora é composta por canções dos artistas canadenses Hugh Dillon, Spartan Fidelity, Remy Zero e Amy Jo Johnson.
Financiado através de site de crowdfunding IndieGoGo em 2012, a produção foi selecionada para os festivais de cinema dos Estados Unidos e Canadá durante o ano de 2013, recebendo diversos prêmios como o Audience Choice no Toronto Short Film Showcase, Jury Award no Toronto International Film Festival e o Shelly Award no Long Island Film Festival de 2013.
Esse curta-metragem é baseado em um roteiro para um longa metragem escrito por Amy Jo e chamado "Crazier Than You", que retrata a batalha de uma mulher com câncer terminal, uma década de uma longa temporada em um culto religioso, e seu relacionamento doloroso com seu marido errante. Bent se passa trinta anos mais tarde, quando duas meninas do roteiro original, Jackie e Amelia, crescem e enfrentam seus próprios demônios.

## Sinopse
As amigas de longa data, Amelia (Amy Jo Johnson) e Jackie (Sonya Salomaa), decidem se reencontrar em um cemitério no dia de aniversário da morte da mãe de Amelia. Durante o encontro, elas falam sobre a vida através de um dialogo espiritual de duas mulheres que cresceram juntas sob a forte influencia de um culto religioso. 'Será que estamos quebradas?' elas se perguntam para depois decidirem fazer um topless em frente a antiga seita, da qual elas eram inclinadas. Bent é sobre a amizade de duas mulheres ao longo da vida que têm laços duradouros que não poderão ser quebrados por tempo ou espaço.

## Elenco
- Amy Jo Johnson como Amelia
- Sonya Salomaa como Jackie
- Michael Cram como Mitch
- Ingrid Kavelaars como Jane
- Keith Emerson como Emerson
- Francesca Christine Giner como Francesca

## Prêmios e Indicações
| Ano  | Resultado | Premiação                         | Categoria             | Representante  | Link  |
| ---- | --------- | --------------------------------- | --------------------- | -------------- | ----- |
| 2013 | Vencedor  | Long Island Film Festival         | Melhor curta-metragem | Amy Jo Johnson | [ 2 ] |
| 2013 | Vencedor  | Women in Film & Television        | Escolha da audiência  | Amy Jo Johnson | [ 2 ] |
| 2013 | Indicado  | Toronto Independent Film Festival | Melhor curta-metragem | Amy Jo Johnson | [ 2 ] |
| 2013 | Vencedor  | Toronto Independent Film Festival | Prêmio do júri        | Amy Jo Johnson | [ 2 ] |
| 2014 | Vencedor  | Buffalo Niagara Film Festival     | Melhor curta-metragem | Amy Jo Johnson | [ 2 ] |